# Hymenophyllum exsertum
Hymenophyllum exsertum är en hinnbräkenväxtart som beskrevs av Nathaniel Wallich och William Jackson Hooker. Hymenophyllum exsertum ingår i släktet Hymenophyllum och familjen Hymenophyllaceae. Inga underarter finns listade.